# Eulocastra argyrogramma
Eulocastra argyrogramma är en fjärilsart som beskrevs av George Francis Hampson 1914. Eulocastra argyrogramma ingår i släktet Eulocastra och familjen nattflyn. Inga underarter finns listade i Catalogue of Life.